# XXVII Congreso del PSOE
El XXVII Congreso del Partido Socialista Obrero Español se celebró en Madrid (España) en diciembre de 1976, bajo el lema Socialismo es libertad. Fue el primer Congreso que se celebró en España tras la dictadura franquista, que obligó al Partido a oficiar sus anteriores Congresos en la localidad francesa de Toulouse. El XXVII Congreso socialista ratificó al PSOE como un partido marxista, democrático y de clase. También se ratificó a Felipe González Márquez como Secretario General y se eligió a Ramón Rubial como Presidente. El PSOE contó con el apoyo de importantes figuras del socialismo europeo, como Olof Palme (Partido Socialdemócrata Sueco) y Willy Brandt (Partido Socialdemócrata de Alemania).

## Antecedentes
El XXVI Congreso de Suresnes, celebrado en 1974, supuso un punto de inflexión en la historia del PSOE. El Partido había estado dirigido desde 1944 por Rodolfo Llopis, perteneciente a la generación que vivió la República, la Guerra y el exilio, que llegó a presidir el Gobierno republicano en el exilio. Frente al sector exterior de exiliados, defensores de la línea tradicional marxista de PSOE, surgieron dentro de España nuevos grupos socialistas que defendían un cambio en la línea ideológica del Partido. Así, destacó el grupo de los sevillanos, liderado por Felipe González, Alfonso Guerra y Manuel Chaves, quienes propugnaban un acercamiento a la socialdemocracia europea.
La celebración del XXVI Congreso de 1974, celebrado en Suresnes (Francia), supuso un punto de inflexión en la historia del PSOE. El joven Felipe González fue elegido Secretario General y el Partido inició un proceso de cambios para presentarse como alternativa política en una España en la que se esperaba ya la muerte de Franco.

## Contexto político

### España en 1976
En el año 1976, un año después de la muerte del dictador Francisco Franco, España continuaba siendo una Monarquía absoluta, aunque se estaba iniciando ya un proceso claro de democratización. En julio de este año, el monarca Juan Carlos I nombró presidente del Gobierno al moderado Adolfo Suárez, en sustitución de Carlos Arias Navarro, quien era más reaccionario a iniciar un proceso democratizador en España. Así, Suárez prometió reformar el sistema político español (Ley de Reforma Política), con el fin de convertir al país en una democracia de corte europeo. Además, convocó elecciones libres para junio de 1977.
Por otro lado, España vivía en un clima de violencia, provocado por las numerosas acciones terroristas de diversos grupos armados. En ese año, la banda nacionalista vasca ETA (Euskadi Ta Askatasuna) cometió 17 atentados, matando a 18 personas. Mientras, los GRAPO (Grupos de Resistencia Antifascista Primero de Octubre) se enfrentaban a las fuerzas del Estado, y la extrema derecha y la policía atentaban contra los nuevos grupos políticos y obreros (Sucesos de Vitoria y de Montejurra).

### El PSOE en 1976
Pese al cambio producido en el Gobierno, al frente del cual se puso el aperturista Adolfo Suárez, no se produjo la anhelada legalización de los partidos políticos, entre ellos la del Partido Socialista Obrero Español. No fue hasta febrero de 1977, tras la aprobación de la Ley de Reforma Política, cuando el Gobierno de Suárez legalice al PSOE, junto a otros partidos como el PNV o el PDC.
Aún en la clandestinidad aunque ya asentado en España, el Partido estado liderado por el sevillano Felipe González, quien había sucedido como Secretario General a Rodolfo Llopis, en el Congreso de Suresnes (1974). Otros miembros destacados del PSOE eran Alfonso Guerra, Nicolás Redondo o Pablo Castellano.

## El Congreso
El XXVII Congreso del Partido Socialista Obrero Español se celebró en Madrid, entre los días 5 y 8 de diciembre de 1976, siendo presentado bajo el lema Socialismo es libertad. Fue el primer Congreso que el PSOE pudo celebrar en España tras la dictadura de Franco, que supuso casi cuarenta años de exilio. En aquellos momento, Felipe González era el Secretario General, mientras que la Presidencia era ejercida por una Comisión Colegiada.
El Congreso abordó, con especial preocupación, la cuestión de las nacionalidades históricas que integraban España. El PSOE rechazó la política centralista del franquismo y propugnó por la construcción de un Estado federal y por el reconocimiento del autogobierno para los pueblos de España (especialmente Cataluña, País Vasco y Galicia).
Por otro lado, el Congreso aprobó el carácter marxista del PSOE, al que definió como un Partido de Clase y, por lo tanto, de masas, marxista y democrático. Esta decisión se aprobó con la oposición del Secretario General Felipe González, quien defendía que el PSOE se convirtiera en un partido de corte socialdemócrata a semejanza de partidos europeos como el SPD o el PSF.
El XXVII Congreso reeligió a González como Primer Secretario y eligió a Ramón Rubial, de la federación socialista vizcaína, como Presidente del Partido. El PSOE contó con el apoyo de Olof Palme y de Willy Brandt, dos de las más importantes figuras del socialismo en aquella época. El Socialista, órgano oficial de expresión del Partido Socialista, dedicó varias ediciones especiales al Congreso.

### Resoluciones del Congreso
El XXVII Congreso del PSOE definió la estrategia a seguir por el Partido en un momento álgido de la Transición Española. Entre las decisiones más importantes adoptadas por el Congreso se encuentran la definición del Partido como marxista, internacionalista y democrático, la defensa del Socialismo frente al poder capitalista o el reconocimiento del autogobierno a la nacionalidades de España.
| Predecesor: XXVI Congreso | XXVII Congreso del PSOE 1976 | Sucesor: XXVIII Congreso |